# Tom Verbeke
Tom Verbeke (* 13. Juni 1997) ist ein belgischer Skirennläufer.

## Karriere
Verbeke gab sein internationales Renndebüt am 7. Dezember 2013 bei einem Juniorenrennen in Kühtai. Drei Monate später nahm er an seinem ersten internationalen Großereignis, den Juniorenweltmeisterschaften in Jasná teil. Dort belegte er im Riesenslalom Rang 69, im Slalom schied er aus.
Zu Saisonabschluss wurde erstmals belgischer Vizemeister im Super-G hinter Dries Van den Broecke. Im darauffolgenden Jahr gewann er den Meistertitel im Super-G
Bei den Juniorenweltmeisterschaften 2017 gewann Verbeke gemeinsam mit Sam Maes, Kim Vanreusel und Mathilde Nelles die Bronzemedaille im Mannschaftswettbewerb. Es war dies die erste Medaille für belgische Skirennläufer bei Juniorenweltmeisterschaften.
2017 nahm Verbeke zum ersten Mal an Alpinen Skiweltmeisterschaften teil. Während er sowohl im Riesenslalom als auch im Slalom ausschied, belegte er mit der Mannschaft den 9. Rang. Seinen Lauf gegen den Österreicher Manuel Feller konnte er nach einem Torfehler nicht beenden.
Am 29. Januar 2019 gab Verbeke beim Slalom von Schladming sein Weltcupdebüt, wobei er jedoch bereits im ersten Durchgang ausschied.
Sein bestes Ergebnis bei einem internationalen Großereignis erzielte er 2021 bei den Weltmeisterschaften in Cortina d’Ampezzo mit Rang 30 im Riesenslalom.

## Erfolge

### Weltmeisterschaften
- St. Moritz 2017: 9. Mannschaft, DNF Riesenslalom, DNF Slalom
- Åre 2019: 9. Mannschaft, DNF Slalom, DNQ Riesenslalom
- Cortina d’Ampezzo 2021: 30. Riesenslalom, DNF Slalom
- Courchevel/Méribel 2023: DNF Slalom

### Juniorenweltmeisterschaften
- Jasná 2014: 69. Riesenslalom, DNF Slalom
- Hafjell 2015: DNF Riesenslalom, DNF Slalom, DNS Super-G, DNS Alpine Kombination
- Åre 2017: 3. Mannschaft, 53. Riesenslalom, DNF Slalom, DNF Alpine Kombination, DNS Super-G
- Davos 2018: DNF Riesenslalom, DNF Slalom

### Europacup
- 4 Platzierung unter den besten 20

### Australian New Zealand Cup
- Eine Platzierung unter den besten 10

### Far East Cup
- Eine Platzierung unter den besten 20

### Europäisches Olympisches Winter-Jugendfestival
- Vorarlberg/Liechtenstein 2015: 20. Slalom, DNF Riesenslalom

### Weitere Erfolge
- 4 Siege bei FIS-Rennen
- Belgischer Meister im Super-G (2015)
- Belgischer Meister im Slalom (2017, 2023)
- Belgischer Vizemeister im Super-G (2014, 2017)
- Belgischer Vizemeister im Riesenslalom (2014)
- Belgischer Vizemeister im Slalom (2015, 2019)
- Bronze bei den belgischen Meisterschaften im Riesenslalom (2015, 2017, 2019)
- Bronze bei den belgischen Meisterschaften im Slalom (2016)